# Hrabstwo Cheyenne (Kolorado)

Piramida wieku hrabstwa

Hrabstwo Cheyenne (ang. Cheyenne County) to hrabstwo w stanie Kolorado w Stanach Zjednoczonych. Hrabstwo zajmuje powierzchnię 4 613,73 km². Według szacunków United States Census Bureau w roku 2006 liczyło 1 906 mieszkańców. Siedzibą administracyjną hrabstwa jest Cheyenne Wells.

## Miasta
- Cheyenne Wells
- Kit Carson